# Australiska mästerskapet i beachvolley
Australiska mästerskapet i beachvolley är en årlig tävling i Australien. 

## Vinnare per upplaga[1]
| År        | Damer                                     | Herrar                           |
| --------- | ----------------------------------------- | -------------------------------- |
| 1989/1990 | Anita Palm Chris Wilson                   | Andy Burdin Julien Prosser       |
| 1990/1991 | Anita Palm Jacqui Vukosa                  | Andy Burdin Julien Prosser       |
| 1991/1992 | Anita Palm Jacqui Vukosa                  | Andrew Burdin Julien Prosser     |
| 1992/1993 | Anita Palm Jacqui Vukosa                  | Andrew Burdin Julien Prosser     |
| 1993/1994 | Lisa Willcocks Liane Fenwick              | Joel Durrant Fernandez           |
| 1994/1995 | Anita Palm Liane Fenwick                  | Owen Ranfurly Craig Seuseu       |
| 1995/1996 | Anita Palm Liane Fenwick                  | Julien Prosser Lee Zahner        |
| 1996/1997 | Kerri Pottharst Natalie Cook              | Julien Prosser Lee Zahner        |
| 1997/1998 | Kerri Pottharst Pauline Manser            | Julien Prosser Lee Zahner        |
| 1998/1999 | Kerri Pottharst Pauline Manser            | Julien Prosser Lee Zahner        |
| 1999/2000 | Kerri Pottharst Natalie Cook              | Julien Prosser Lee Zahner        |
| 2000/2001 | Kerri Pottharst Natalie Cook              | Victor Anfiloff Andrew Schacht   |
| 2001/2002 | Kerri Pottharst Natalie Cook              | Julien Prosser Lee Zahner        |
| 2002/2003 | Kerri Pottharst Natalie Cook              | Julien Prosser Mark Williams     |
| 2003/2004 | Natalie Cook Nicole Sanderson             | Joshua Slack Andrew Schacht      |
| 2004/2005 | Kerri Pottharst Vasso Karadassiou         | Julius Brink Christoph Dieckmann |
| 2005/2006 | Natalie Cook Tamsin Barnett               | Hans Stolfus Ty Loomis           |
| 2006/2007 | Natalie Cook Tamsin Barnett               | Julius Brink Christoph Dieckmann |
| 2007/2008 | Jen Boss April Ross                       | Jacob Gibb Sean Rosenthal        |
| 2008/2009 | Heike Jensen Becharra Palmer              | Brett Richardson Joshua Slack    |
| 2009/2010 | Louise Bawden Becchara Palmer             | Sam Boehm Chris McHugh           |
| 2010/2011 | Louise Bawden Becchara Palmer             | Bo Soderberg Justin Feuerriegel  |
| 2011/2012 | Louise Bawden Becchara Palmer             | Bo Soderberg Andes Hoyer         |
| 2012/2013 | Louise Bawden Taliqua Clancy              | Chris McHugh Isaac Kapa          |
| 2013/2014 | Louise Bawden Taliqua Clancy              | Joshua Slack Bo Soderberg        |
| 2014/2015 | Becchara Palmer Mariafe Artacho Del Solar | Chris McHugh Bo Soderberg        |
| 2015/2016 | Mariafe Artacho Del Solar Nikki Laird     | Damien Schumann Joshua Court     |
| 2016/2017 | Mariafe Artacho del Solar Louise Grice    | Chris McHugh Damien Schumann     |
| 2017/2018 | Inga mästerskap hölls                     | Inga mästerskap hölls            |
| 2018/2019 | Becchara Palmer Nikki Laird               | Chris McHugh Zachery Schubert    |
| 2019/2020 | Becchara Palmer Nikki Laird               | Paul Burnett Marcus Ferguson     |
| 2020/2021 | Mariafe Artacho Del Solar Taliqua Clancy  | Chris McHugh Damien Schumann     |
| 2021/2022 | Nikki Laird Phoebe Bell                   | Sam O’Dea Bradley Fuller         |
| 2022/2023 | Georgia Johnson Jasmine Fleming           | Daniele Acconci Mateusz Zieba    |